# Up (videojoc)
|  | Aquest article tracta sobre el videojoc de la pel·lícula de 2009. Vegeu-ne altres significats a «Up». |

Up és un videojoc basat en la pel·lícula de Pixar amb el mateix nom, estrenada a Nord-amèrica el 26 de maig de 2009.

## Argument
Up segueix la trama de la pel·lícula, amb la participació de Carl, Russell i Dug caminant a través de la jungla d'Amèrica del Sud. Tots els personatges que apareixen a la pel·lícula poden ser escollits al videojoc per a poder-hi jugar. Juntament al joc principal hi va incorporada l'opció multijugador.

## Qualificació
Les versions del videojoc per PC, PS2, PSP, i DS van rebre una qualificació d'"E" (apte per a tots els públics) en contingut violent, mentre que les versions de Wii, Xbox 360 i PS3 van rebre l'"E+10" (públic major de 10 anys) pel seu contingut de sang animada i violència en dibuixos animats.